# Nisía Kleídes
Nisía Kleídes är öar i Cypern.   De ligger i distriktet Eparchía Ammochóstou, i den nordöstra delen av landet, 130 km nordost om huvudstaden Nicosia. Arean är 0,14 kvadratkilometer.
Terrängen på Nisía Kleídes är mycket platt. Öns högsta punkt är 17 meter över havet. Den sträcker sig 0,7 kilometer i nord-sydlig riktning, och 0,5 kilometer i öst-västlig riktning.